# Chromis chromis
Chromis chromis là một loài cá biển thuộc chi Chromis trong họ Cá thia. Loài này được mô tả lần đầu tiên vào năm 1758.

## Từ nguyên
Từ định danh chromis có lẽ bắt nguồn từ chroemo ("ngựa hí") có từ thời của Aristoteles, một từ dùng để chỉ cá lù đù vì chúng có khả năng tạo ra âm thanh rất lớn. Từ này sau đó còn dùng để chỉ các loài cá thia, cá đạm bì và cá bàng chài (tất cả những loài thuộc bộ Cá vược đều được cho là quan hệ họ hàng với nhau vào thời điểm đó).

## Phạm vi phân bố và môi trường sống
Từ Biển Đen, phạm vi của C. chromis trải rộng khắp Địa Trung Hải, qua eo biển Gibraltar mở rộng về phía bắc đến bờ biển Bồ Đào Nha, xa về phía nam ít nhất là đến Maroc, có thể bao gồm cả các cụm đảo thuộc Macaronesia. Những ghi nhận về sự xuất hiện của loài cá này ở Tây Sahara và Mauritanie, cũng như từ vịnh Guinea trở xuống phía nam nhiều khả năng là Chromis limbata.
C. chromis thường hợp thành đàn (có thể lên đến vài trăm cá thể), tập trung gần các rạn san hô và trên thảm cỏ biển Posidonia ở độ sâu khoảng từ 2 đến 40 m.

## Mô tả
C. chromis có chiều dài cơ thể lớn nhất được ghi nhận là 25 cm. Cơ thể có màu nâu đen; các hàng đốm ở hai bên thân được tạo bởi lớp vảy cá sáng màu hơn. Hai thùy đuôi được viền màu xám đen (nhưng không sẫm màu như C. limbata). Vây hậu môn và vây lưng cũng có dải đen dọc theo viền ngoài. Gốc vây ngực có một đốm đen. Cá con có nhiều vệt sọc màu xanh lam óng trên đầu và thân.
Số gai ở vây lưng: 14; Số tia vây ở vây lưng: 8–11; Số gai ở vây hậu môn: 2; Số tia vây ở vây hậu môn: 9–11; Số tia vây ở vây ngực: 17–18; Số gai ở vây bụng: 1; Số tia vây ở vây bụng: 5; Số vảy đường bên: 16–19; Số lược mang: 20–23.

## Sinh thái học
Thức ăn của C. chromis là động vật phù du. Cá đực xây tổ và có tập tính bảo vệ và chăm sóc trứng.